# Commissione Ambiente, territorio e lavori pubblici della Camera dei deputati
La Commissione permanente VIII Ambiente, territorio e lavori pubblici è un organo della Camera dei deputati della Repubblica italiana.

## Funzione
L'VIII Commissione ha competenza per i disegni di legge riguardanti le specifiche materie dell'ordinamento sui servizi del Ministero della transizione ecologica e del Ministero del lavoro, nonché per i disegni di legge riguardanti la materia sui paesaggi naturali e sulla tutela ambientale, sui lavori pubblici.

## Composizione
La Commissione è composta da circa 45 deputati (di cui due segretari, due vicepresidenti e un presidente) scelti in modo omogeneo tra i componenti della Camera dei deputati, in modo da rispecchiarne le forze politiche presenti. Essi sono scelti dai gruppi parlamentari (e non dal Presidente, come invece accade per l'organismo della Giunta parlamentare): per la nomina dei membri ciascun Gruppo, entro cinque giorni dalla propria costituzione, procede, dandone comunicazione alla Presidenza della Camera, alla designazione dei propri rappresentanti nelle singole Commissioni permanenti.
Ogni deputato chiamato a far parte del governo o eletto presidente della Commissione è, per la durata della carica, sostituito dal suo gruppo nella Commissione con un altro deputato, che continuerà ad appartenere anche alla Commissione di provenienza. Tranne in rari casi nessun Deputato può essere assegnato a più di una Commissione permanente. Le Commissioni permanenti sono rinnovate dopo il primo biennio della legislatura ed i loro componenti possono essere confermati, ma i gruppi parlamentari possono cambiare i propri membri autonomamente in qualsiasi momento, sostituendoli, aggiungendoli o rimuovendoli, modificando di conseguenza anche il numero totale dei componenti della Commissione.

## Presidenti
| N°                                          | Presidente     | Presidente     | Presidente                         | Gruppo parlamentare                                                                                   | Mandato           | Mandato           | Legislatura  |
| N°                                          | Presidente     | Presidente     | Presidente                         | Gruppo parlamentare                                                                                   | Inizio            | Fine              | Legislatura  |
| ------------------------------------------- | -------------- | -------------- | ---------------------------------- | --- | ----------------- | ----------------- | ------------ |
| VII Lavori pubblici                         |                |                |                                    | |                   |                   |              |
| 1                                           |                |                | Alberto Simonini (1896-1960)       | Unità Socialista                                                                                      | 15 giugno 1948    | 14 settembre 1948 | I (1948)     |
| 2                                           |                |                | Chiaffredo Belliardi (1895-1972)   | Unità Socialista (1948-1950) Partito Socialista Unitario (1950)                                       | 14 settembre 1948 | 1º luglio 1950    | I (1948)     |
| 3                                           |                |                | Luigi Bennani (1884-1978)          | Partito Socialista dei Lavoratori Italiani (1950) Partito Socialista Democratico Italiano (1951-1953) | 1º luglio 1950    | 24 giugno 1953    | I (1948)     |
| 4                                           |                |                | Giuseppe Garlato (1896-1988)       | Democratico cristiano                                                                                 | 1º luglio 1953    | 11 giugno 1958    | II (1953)    |
| IX Lavori pubblici                          |                |                |                                    | |                   |                   |              |
| 5                                           |                |                | Salvatore Aldisio (1890-1964)      | Democratico cristiano                                                                                 | 30 luglio 1958    | 15 maggio 1963    | III (1958)   |
| 6                                           |                |                | Danilo De' Cocci (1916-2006)       | Democratico cristiano                                                                                 | 12 luglio 1963    | 8 dicembre 1963   | IV (1963)    |
| 7                                           |                |                | Pio Alessandrini (1906-1996)       | Democratico cristiano                                                                                 | 21 gennaio 1964   | 4 giugno 1968     | IV (1963)    |
| 8                                           |                |                | Cesare Baroni (1919-2003)          | Democrazia Cristiana                                                                                  | 11 luglio 1968    | 24 maggio 1972    | V (1968)     |
| 9                                           |                |                | Costante Degan (1930-1988)         | Democrazia Cristiana                                                                                  | 11 luglio 1972    | 28 novembre 1974  | VI (1972)    |
| 10                                          |                |                | Luigi Giglia (1926-1983)           | Democrazia Cristiana                                                                                  | 18 dicembre 1974  | 4 luglio 1976     | VI (1972)    |
| 11                                          |                |                | Eugenio Peggio (1929-1990)         | Partito Comunista Italiano                                                                            | 27 luglio 1976    | 19 giugno 1979    | VII (1976)   |
| 12                                          |                |                | Fiorentino Sullo (1921-2000)       | Partito Socialista Democratico Italiano                                                               | 11 luglio 1979    | 15 luglio 1981    | VIII (1979)  |
| 13                                          |                |                | Giuseppe Botta (1925-2008)         | Democrazia Cristiana                                                                                  | 16 luglio 1981    | 11 luglio 1983    | VIII (1979)  |
| 13                                          | 11 agosto 1983 | 1º luglio 1987 | Giuseppe Botta (1925-2008)         | Democrazia Cristiana                                                                                  | IX (1983)         |                   |              |
| VIII Ambiente, territorio e lavori pubblici |                |                |                                    | |                   |                   |              |
| -                                           |                |                | Giuseppe Botta (1925-2008)         | Democratico cristiano                                                                                 | 4 agosto 1987     | 22 aprile 1992    | X (1987)     |
| 14                                          |                |                | Giuseppe Cerutti (1938)            | Partito Socialista Italiano                                                                           | 17 giugno 1992    | 14 aprile 1994    | XI (1992)    |
| 15                                          |                |                | Francesco Formenti (1947-2021)     | Lega Nord                                                                                             | 25 maggio 1994    | 8 maggio 1996     | XII (1994)   |
| 16                                          |                |                | Maria Rita Lorenzetti (1953)       | Democratici di Sinistra - L'Ulivo                                                                     | 4 giugno 1996     | 23 maggio 2000    | XIII (1996)  |
| 17                                          |                |                | Sauro Turroni (1947)               | Misto - Verdi - L'Ulivo                                                                               | 31 maggio 2000    | 29 maggio 2001    | XIII (1996)  |
| 18                                          |                |                | Pietro Armani (1931-2009)          | Alleanza Nazionale                                                                                    | 21 giugno 2001    | 27 aprile 2006    | XIV (2001)   |
| 19                                          |                |                | Ermete Realacci (1955)             | Partito Democratico-L'Ulivo                                                                           | 6 giugno 2006     | 28 aprile 2008    | XV (2006)    |
| 20                                          |                |                | Angelo Alessandri (1969)           | Lega Nord Padania (2008-2012) Misto (2012-2013)                                                       | 22 maggio 2008    | 14 marzo 2013     | XVI (2008)   |
| -                                           |                |                | Ermete Realacci (1955)             | Partito Democratico                                                                                   | 7 maggio 2013     | 22 marzo 2018     | XVII (2013)  |
| 21                                          |                |                | Alessandro Manuel Benvenuto (1986) | Lega - Salvini Premier                                                                                | 21 giugno 2018    | 28 luglio 2020    | XVIII (2018) |
| 22                                          |                |                | Alessia Rotta (1975)               | Partito Democratico                                                                                   | 29 luglio 2020    | 12 ottobre 2022   | XVIII (2018) |
| 23                                          |                |                | Mauro Rotelli (1971)               | Fratelli d'Italia                                                                                     | 9 novembre 2022   | in carica         | XIX (2022)   |

## Composizione nella XIX legislatura (2022 -in corso)
Elenco dei membri a settembre 2024
| Gruppo parlamentare             | Gruppo parlamentare                                                          | Deputato                              |
| ------------------------------- | ---------------------------------------------------------------------------- | ------------------------------------- |
|                                 | Fratelli d'Italia                                                            | Mauro Rotelli (presidente)            |
|                                 | Forza Italia - Berlusconi Presidente - PPE                                   | Francesco Battistoni (vicepresidente) |
|                                 | MoVimento 5 Stelle                                                           | Patty L'Abbate (vicepresidente)       |
|                                 | Alleanza Verdi e Sinistra                                                    | Angelo Bonelli (segretario)           |
|                                 | Fratelli d'Italia                                                            | Massimo Milani (segretario)           |
| Stefano Maria Benvenuti Gostoli | Fratelli d'Italia                                                            |                                       |
| Tommaso Foti                    | Fratelli d'Italia                                                            |                                       |
| Dario Iaia                      | Fratelli d'Italia                                                            |                                       |
| Gianni Lampis                   | Fratelli d'Italia                                                            |                                       |
| Aldo Mattia                     | Fratelli d'Italia                                                            |                                       |
| Fabrizio Rossi                  | Fratelli d'Italia                                                            |                                       |
| Rachele Silvestri               | Fratelli d'Italia                                                            |                                       |
|                                 | Partito Democratico - Italia Democratica e Progressista                      | Chiara Braga                          |
| Augusto Curti                   | Partito Democratico - Italia Democratica e Progressista                      |                                       |
| Eleonora Evi                    | Partito Democratico - Italia Democratica e Progressista                      |                                       |
| Sara Ferrari                    | Partito Democratico - Italia Democratica e Progressista                      |                                       |
| Marco Simiani                   | Partito Democratico - Italia Democratica e Progressista                      |                                       |
|                                 | Lega - Salvini Premier                                                       | Alessandro Manuel Benvenuto           |
| Gianangelo Bof                  | Lega - Salvini Premier                                                       |                                       |
| Elisa Montemagni                | Lega - Salvini Premier                                                       |                                       |
| Graziano Pizzimenti             | Lega - Salvini Premier                                                       |                                       |
| Gianpiero Zinzi                 | Lega - Salvini Premier                                                       |                                       |
|                                 | MoVimento 5 Stelle                                                           | Ilaria Fontana                        |
| Daniela Morfino                 | MoVimento 5 Stelle                                                           |                                       |
| Agostino Santillo               | MoVimento 5 Stelle                                                           |                                       |
|                                 | Forza Italia - Berlusconi Presidente - PPE                                   | Piergiorgio Cortelazzo                |
| Erica Mazzetti                  | Forza Italia - Berlusconi Presidente - PPE                                   |                                       |
|                                 | Azione-Popolari Europei Riformatori-Renew Europe                             | Daniela Ruffino                       |
|                                 | Noi moderati (Noi con l'Italia, Coraggio Italia, UdC, Italia al Centro)-MAIE | Martina Semenzato                     |
|                                 | Misto-Minoranze linguistiche                                                 | Franco Manes                          |